# Казаков Степан Олександрович
Степан Олександрович Казаков (25 березня 1914 — 7 грудня 1964) — начальник розвідки дивізіону 156-го гвардійського артилерійського полку (77-а гвардійська стрілецька дивізія, 61-а армія, Центральний фронт), гвардії лейтенант, Герой Радянського Союзу.

## Біографія
Степан Олександрович Казаков народився 25 березня 1914 року в селі Мало-Новотроїцьке Мішкінського району Башкортостану.
Росіянин. Освіта середня. Член КПРС з 1942 р. До війни був колгоспником, працював на Нікольському лісохімічному заводі Аскінського району Башкирської АРСР.
У 1936-1940 роках служив у Радянській армії. Учасник боїв біля озера Хасан у 1938 р. і радянсько-фінської війни в 1939—1940 роках. У червні 1941 року призваний в Радянську армію Аскінським райвійськкоматом.
Начальник розвідки дивізіону 156-го гвардійського артилерійського полку (77-а гвардійська стрілецька дивізія, 61-а армія, Центральний фронт) гвардії лейтенант С. О. Казаков відзначився 17—27 вересня 1943 року в боях за м. Чернігів і при форсуванні річок Десна і Дніпро.
У 1944 році старший лейтенант С. О. Казаков демобілізований за станом здоров'я. Працював завідувачем складу Заготзерно в Аскінському районі. З 1945 року жив і працював у Москві. Закінчив 9 класів школи. У 1950 році закінчив дворічні курси при Ленінградській лісотехнічній академії імені С. М. Кірова, працював інспектором охорони лісу Аскінського лісгоспу, завідував районним архівом.
Помер 7 грудня 1964 року, похований в селі Аскіно Аскінского району Башкортостану.

## Подвиг
«...При форсуванні р. Десна 17 вересня 1943 року тов. Казаков під ураганним арт.-мінометним і рушнично-кулеметним вогнем противника першим з піхотою форсував р. Десну і відразу ж по рації став коригувати вогонь дивізіону по противнику, чим забезпечив переправу наших частин через р. Десну, при цьому дивізіоном знищені  дві мінометні батареї, 4 ст. кулемети і до взводу піхоти солдатів.
У запеклих боях за м. Чернігів, коли ворог кидав всі сили для утримання міста, тов. Казаков у важкі хвилини з усім дивізіоном, захоплюючи своїм особистим героїчним прикладом бійців і командирів, відображав танкові контратаки, одна за одною дивізіоном були відображені три танкові контратаки.
При форсуванні р. Дніпро 27 вересня 1943 року тов. Казаков під вогнем першим на човні форсував р. Дніпро, і з рацією попереду в розташуванні противника почав коригувати вогонь дивізіону по ворожих вогневих точках, в результаті чого були придушені 75-мм батарея, мінометна батарея і знищено 5 кулеметів, чим забезпечив переправу своїх частин.
Перебуваючи весь час з піхотою на НП, тов. Казаков, як досвідчений розвідник, завжди своєчасно виявляє задуми ворога, завдяки чому дивізіон своєчасно відображає контратаки противника і завдає йому великі втрати...».
Указом Президії Верховної Ради СРСР від 16 листопада 1943 року за зразкове виконання завдань командування і проявлені мужність і героїзм у боях з німецько-фашистськими загарбниками гвардії лейтенанту Казакову Степану Олександровичу присвоєно звання Героя Радянського Союзу з врученням ордена Леніна і медалі «Золота Зірка» (№ 3954).

## Нагороди
- Медаль «Золота Зірка».
- Орден Леніна.
- Орден Червоного Прапора.
- Орден Червоної Зірки (25.07.1943).
- Медаль «За оборону Сталінграда».
- Медалі.

## Пам'ять
Ім'я Героя Радянського Союзу С.О. Казакова носить вулиця в селі Мішкіно Мішкінського району Башкортостану.
У селі Новоселівка Карайдельского району Башкортостану в пам'ять про Героя встановлено меморіальну дошку, в селі Аскіно — пам'ятник.